# Mokozoumaï
Mokozoumaï  (ou Mokozoumay) est une localité du Cameroun située dans l'arrondissement de Bogo, le département du Diamaré et la région de l’Extrême-Nord. Elle fait partie du lawanat de Guinelaye.

## Population
En 1975, le village comptait 224 habitants dont 178 Peuls et 46 Mousgoum
Lors du recensement de 2005, 505 personnes y ont été dénombrées.